# 验军街道
验军街道是位于中国辽宁省鞍山市海城市一个乡镇级行政单位。2019年12月，撤销验军街道，下辖的15个社区成建制划入兴海街道。

## 行政区划
下辖以下地区：
验军社区、后力社区、大河社区、大王社区、小王社区、大甲社区、三里社区、黄河社区、安村社区、二台子社区、东三社区、小甲社区、小腰社区和董家社区。